# Funisciurus lemniscatus
Funisciurus lemniscatus es una especie de roedor de la familia Sciuridae.

## Distribución geográfica
Se encuentran en Camerún, República del Congo, República Democrática del Congo y Guinea Ecuatorial.

## Hábitat
Su hábitat natural son las zonas subtropicales o tropicales húmedas y bosques de tierras de baja altitud.